# デザイン科
デザイン科（デザインか）は、日本の学校等にある学科の名称。主に高等学校、専修学校に設置され、デザインを習得する。

## デザイン科をもつ日本の高等学校
- 愛媛県立松山南高等学校砥部分校　デザイン科
- 石川県立工業高等学校　デザイン科
- 埼玉県立新座総合技術高等学校　デザイン科　デザイン専攻科
- 埼玉県立川越工業高等学校　デザイン科
- 岩手県立盛岡工業高等学校　デザイン科
- 神奈川県立神奈川工業高等学校　デザイン科
- 神奈川県立小田原城北工業高等学校　デザイン科
- 川崎市立川崎総合科学高等学校　デザイン科
- 愛知県立瀬戸工科高等学校　デザイン科
- 愛知県立一宮起工科高等学校　デザイン科
- 名古屋市立工芸高等学校　デザイン科
- 新潟県立上越総合技術高等学校　環境デザイン科
- 富山県立富山北部高等学校　情報デザイン科
- 富山県立高岡工芸高等学校　デザイン・絵画科
- 岐阜県立多治見工業高等学校　産業デザイン工学科
- 静岡県立浜松工業高等学校　デザイン科
- 愛知県立常滑高等学校　クリエイティブデザイン科
- 三重県立松阪工業高等学校　繊維デザイン科
- 滋賀県立信楽高等学校　　デザイン科
- 岡山県立津山工業高等学校　デザイン科
- 岡山県立岡山工業高等学校　デザイン科
- 岡山県立高梁城南高等学校　デザイン科
- 香川県立高松工芸高等学校　デザイン科
- 香川県立善通寺第一高等学校　デザイン科
- 高知県立高知工業高等学校ㅤ総合デザイン科
- 佐賀県立有田工業高等学校　デザイン科
- 筑陽学園高等学校　デザイン科
- 奈良県立高円高等学校 デザイン科
- 九州産業大学付属九州高等学校　デザイン科
- 沖縄県立浦添工業高等学校　デザイン科
- 大阪市立工芸高等学校　（旧大阪市立工芸学校）ビジュアルデザイン科、映像デザイン科、プロダクトデザイン科、インテリアデザイン科、建築デザイン科
- 大阪市立第二工芸高等学校　（旧大阪市立工芸学校第二本科）デザイン科
- 東京都立工芸高等学校 アートクラフト科、マシンクラフト科、グラフィックアーツ科、デザイン科
- 東京都立総合工科高等学校　電気・情報デザイン科 情報デザイン類型
- 東京都立八王子桑志高等学校　産業科デザイン分野
- 大阪府立港南造形高等学校　総合造形科
- 大阪府立西野田工科高等学校　工業デザイン科
- 兵庫県立兵庫工業高等学校　デザイン科
- 兵庫県立姫路工業高等学校　デザイン科
- 兵庫県立龍野北高等学校　デザイン科

## かつてデザイン科を設置していた日本の高等学校
- 本郷高等学校　デザイン科
- 初芝高等学校　デザイン科
- 岐阜県立岐南工業高等学校　デザイン科
- 朋優学院高等学校　デザインコース（前身の中延学園高等学校時代からデザイン科を設置）